# 中华拟蟹守螺
中华拟蟹守螺（学名：Cerithidea sinensis），是中腹足目海蜷科栓海蜷属的一种。主要分布于中国大陆，常栖息在潮间带。
其种加词“sinensis”意为“中华的”。